# Exército da República Sérvia
O Exército da República Sérvia (em sérvio:  Војска Републике Српске (ВРС); em bósnio e croata Vojska Republike Srpske (VRS)) também conhecido como o Exército Sérvio-Bósnio, era a força militar da atual República Sérvia, que era então conhecida como a "República Sérvia da Bósnia e Herzegovina ", um estado auto-proclamado no território internacionalmente reconhecido da República da Bósnia e Herzegovina. A partir de 2003, o exército passou a integrar as Forças Armadas da Bósnia e Herzegovina. Em 2005, uma unidade constituída somente por bósnios sérvios, bósnios muçulmanos e bósnios croatas foi criada para ajudar as forças de coalizão liderada pelos EUA no Iraque. Em 6 de junho de 2006, o Exército Sérvio-Bósnio foi totalmente integrado às Forças Armadas da Bósnia e Herzegovina, controladas pelo Ministério da Defesa da Bósnia e Herzegovina.

## História
O Exército da República Sérvia foi criado em 12 de maio de 1992, sendo constituído pelas unidades do antigo Exército Iugoslavo na Bósnia e Herzegovina. O exército contava com 80 000 integrantes durante a Guerra da Bósnia (1992-1995). O VRS (Vojska Republika Srpska; em português, Exército da República Sérvia) era formado principalmente por militares sérvios ortodoxos, que estavam na Bósnia. A missão do exército era defender a República Sérvia de ataques vindos da Armija Republike Bosne i Hercegovine (ARBiH) e do Hrvatsko Vijece Obrane (HVO). O exército também tinha apoio de voluntários gregos e russos, de grupos paramilitares sérvios e do Exército Iugoslavo.
A VRS também foi culpada por vários casos de limpeza étnica em vários vilarejos muçulmanos da Bósnia. Por causa disso, o  comandante da VRS, o General Ratko Mladić foi acusado pelo Tribunal Internacional Penal, em Hague, e foi preso na Sérvia em 26 de maio de 2011. A VRS foi reorganizada em 2001, após a guerra, como uma unidade de defesa da República Sérvia, em 2006, a VRS foi anexada a o Forças Armadas da Bósnia e Herzegovina.

## Divisões da VRS
- 1º Corpo da VRS - Krajina - Banja Luka
- 2º Corpo da VRS - Krajina - Drvar
- 3º Corpo da VRS - Leste - Bijelina
- 4º Corpo da VRS - Sarajevo/Romanija - Pale
- 5º Corpo da VRS - Drina - Vlasenica
- 6º Corpo da VRS - Herzegovina - Bileća

### Unidades de Operações Especiais
- Unidade Especial "MANDO" (Специјална Јединица "МАНДО")
- Brigada Especial "Garda Panteri" (Специјална бригада "Гарда Пантери")
- Unidade Especial "PESA" (Специјална Јединица "ПEШA")
- Unidade Especial "Lobos Brancos" (Специјална јединица "Бели вукови")
- Guarda Sérvia Ilidža (Српска гарда Илиџа)
- Unidades Autonomas Muçulmanas "Mesa Selimovic" (Самостална муслиманска јединица Меша Селимовић)

## Patentes
A VRS usava as mesmas patentes utilizadas no Exército Iugoslavo desde sua criação.
- Soldado (Разводник)
- Cabo (Десетар)
- Sargento (Водник)
- Primeiro-Sargento (Водник прве класе)
- Suboficial (Заставник)
- Primeiro-Suboficial (Заставник прве класе)
- Subtenente (Потпоручник)
- Tenente (Поручник)
- Capitão (Капетан)
- Primeiro-Capitão (Капетан прве класе)
- Major (Мајор)
- Tenente-Coronel (Потпуковник)
- Coronel (Пуковник)
- General-Major (Генерал-мајор)
- Tenente-Coronel-General (Генерал-поткуковник)
- Coronel-General (Генерал-пуковник)

## Equipamentos

### Equipamentos de Infantaria

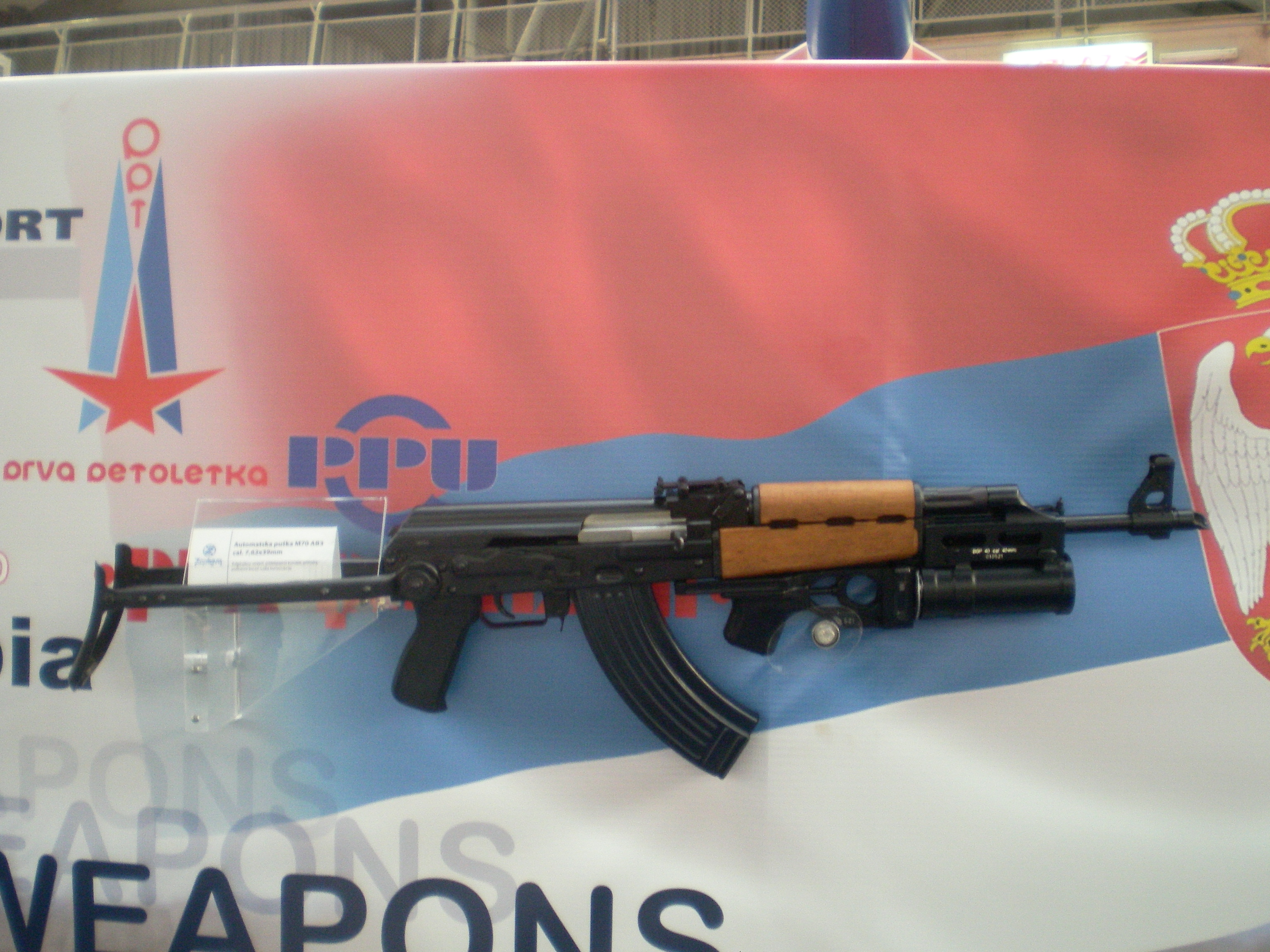
Zastava M70, o fuzil padrão da VRS.

- Zastava M70
- Zastava M72
- Zastava M84
- Zastava M76
- Heckler & Koch MP5
- M79 Rocket Launcher
- M80 Zolja

### Blindados

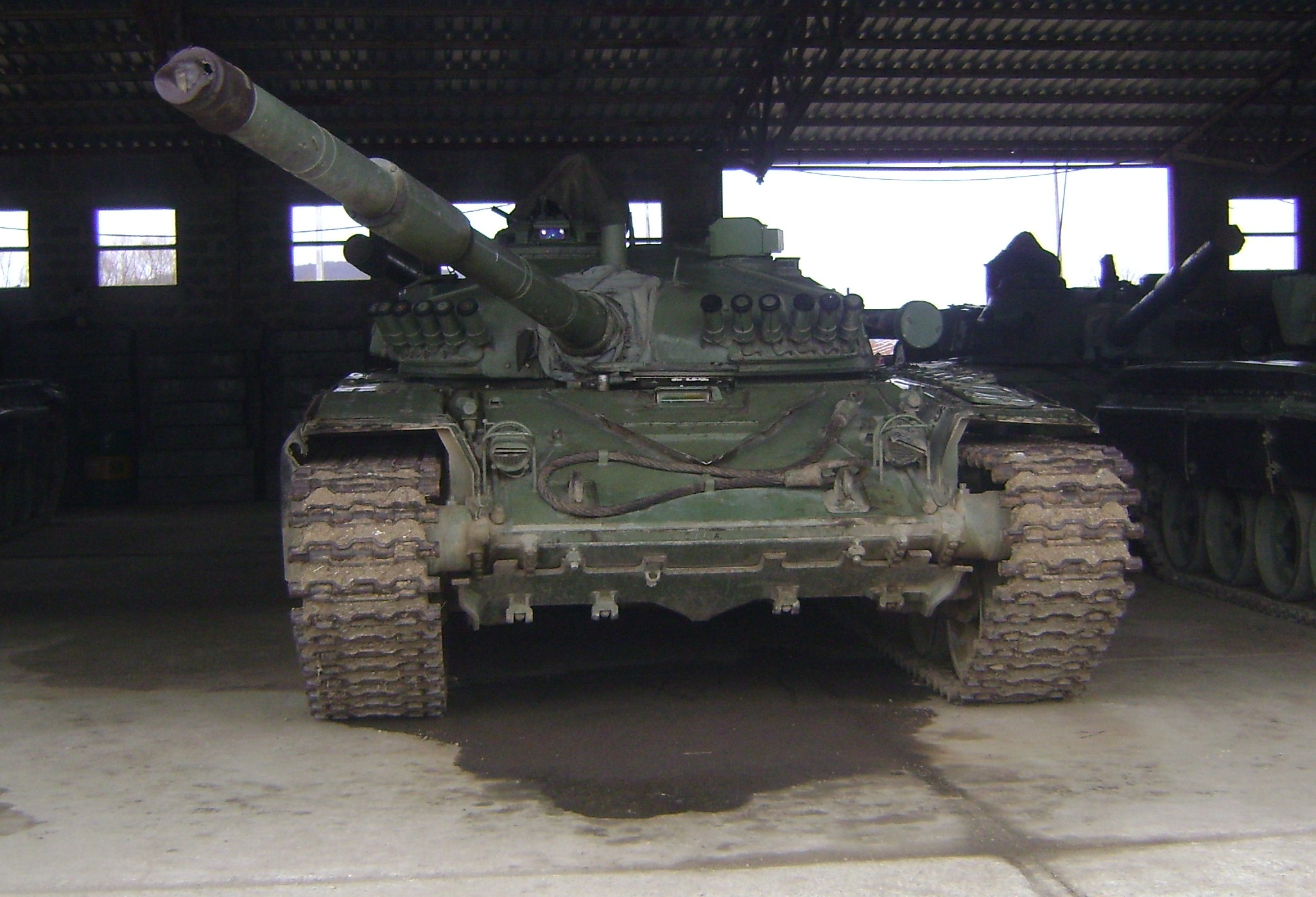
M84 da VRS.

- M-84
- T-55
- BVP M-80
- OT M-60
- BTR-50
- BOV

### Artilharia

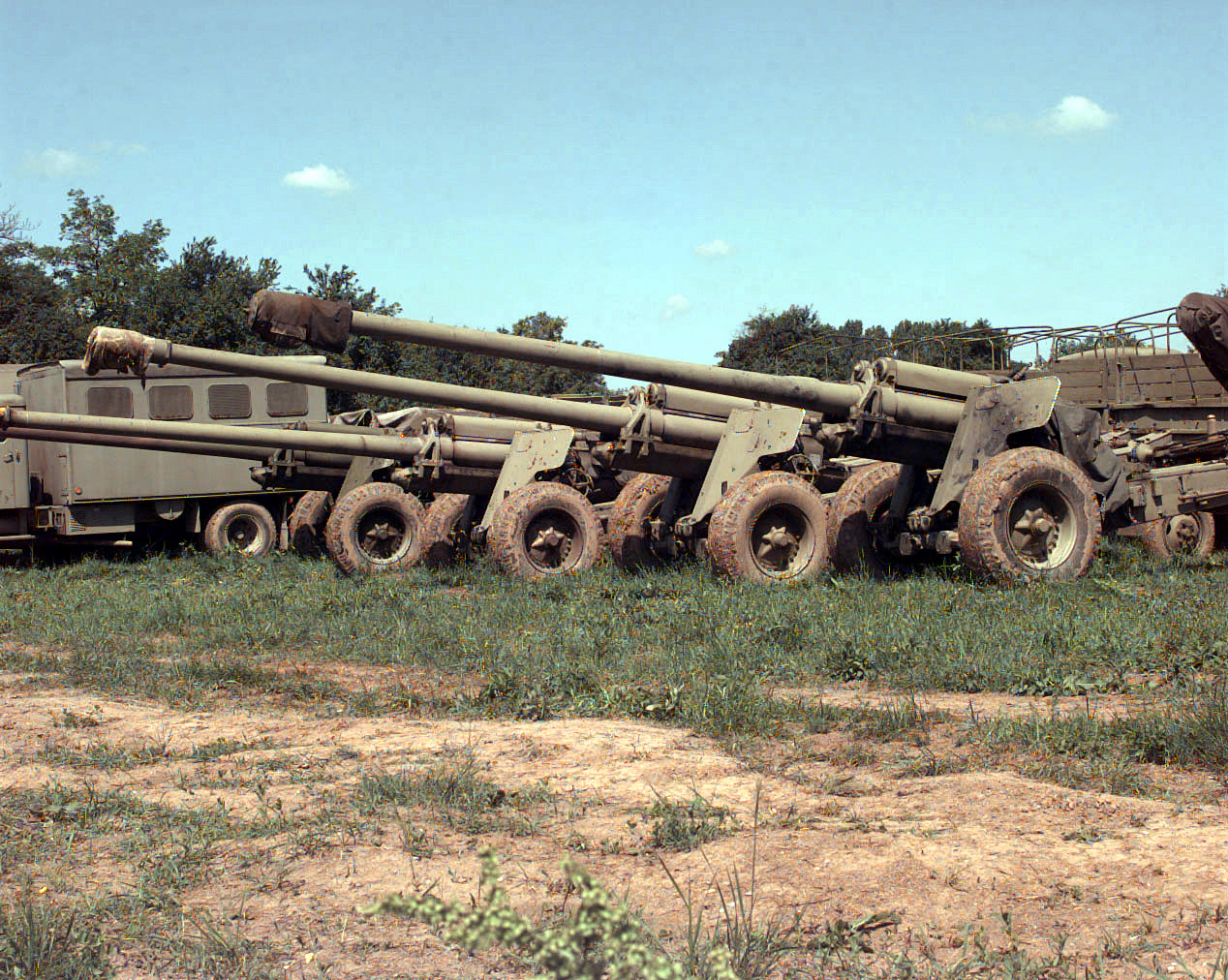
Obuses M-46, de 130mm, da VRS.

- M-56
- D-30
- M-30
- M-46
- D-20
- M-84
- M-1
- ZiS-3
- 2S1 Gvozdika
- M-63 Plamen
- M-77 Oganj
- M-87 Orkan

### ATGM
- AT-3 Sagger
- AT-5 Spandrel

### Canhão Antitanque

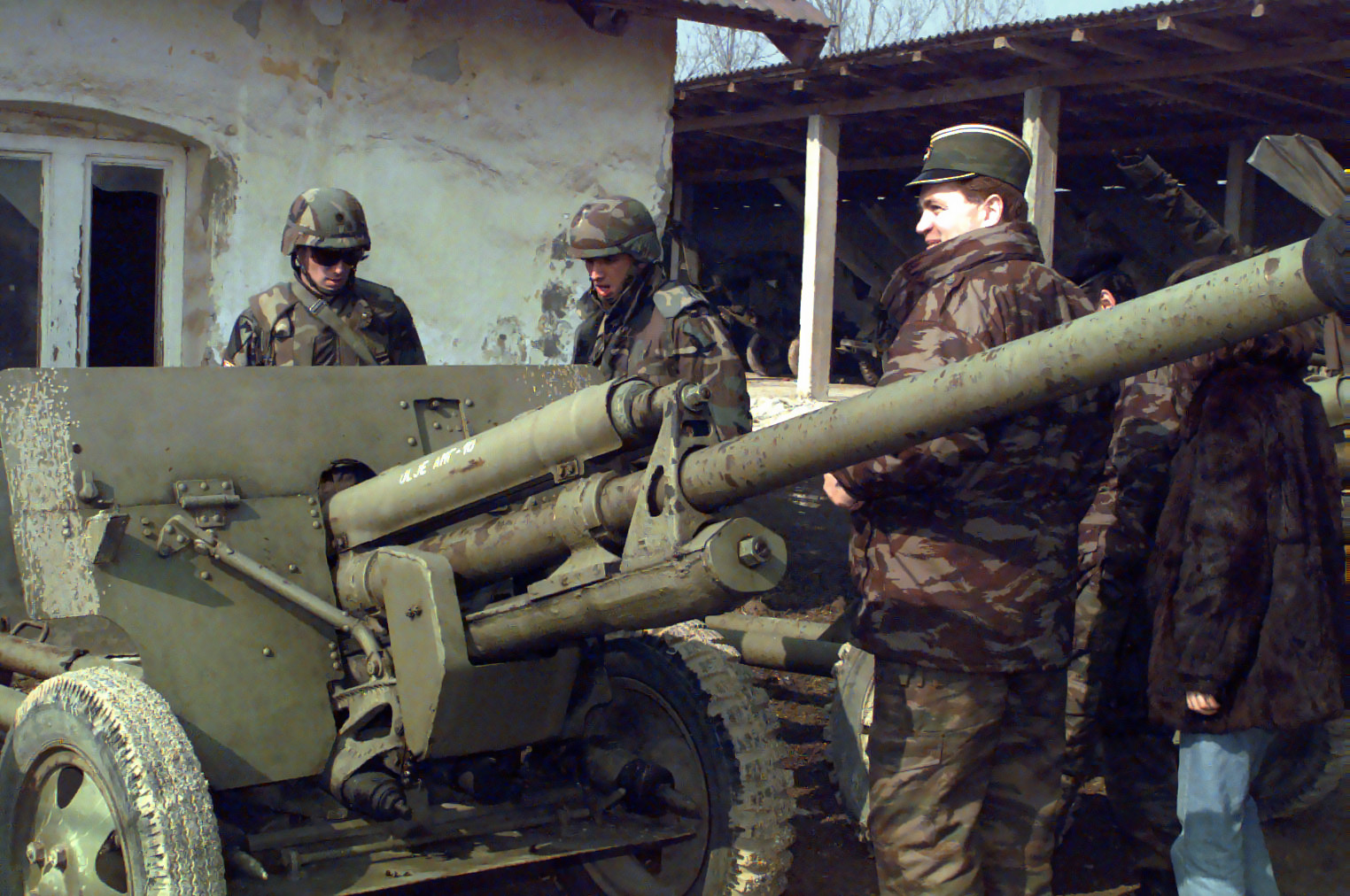
ZiS-3

- T-12

### Artilharia Anti-Aérea

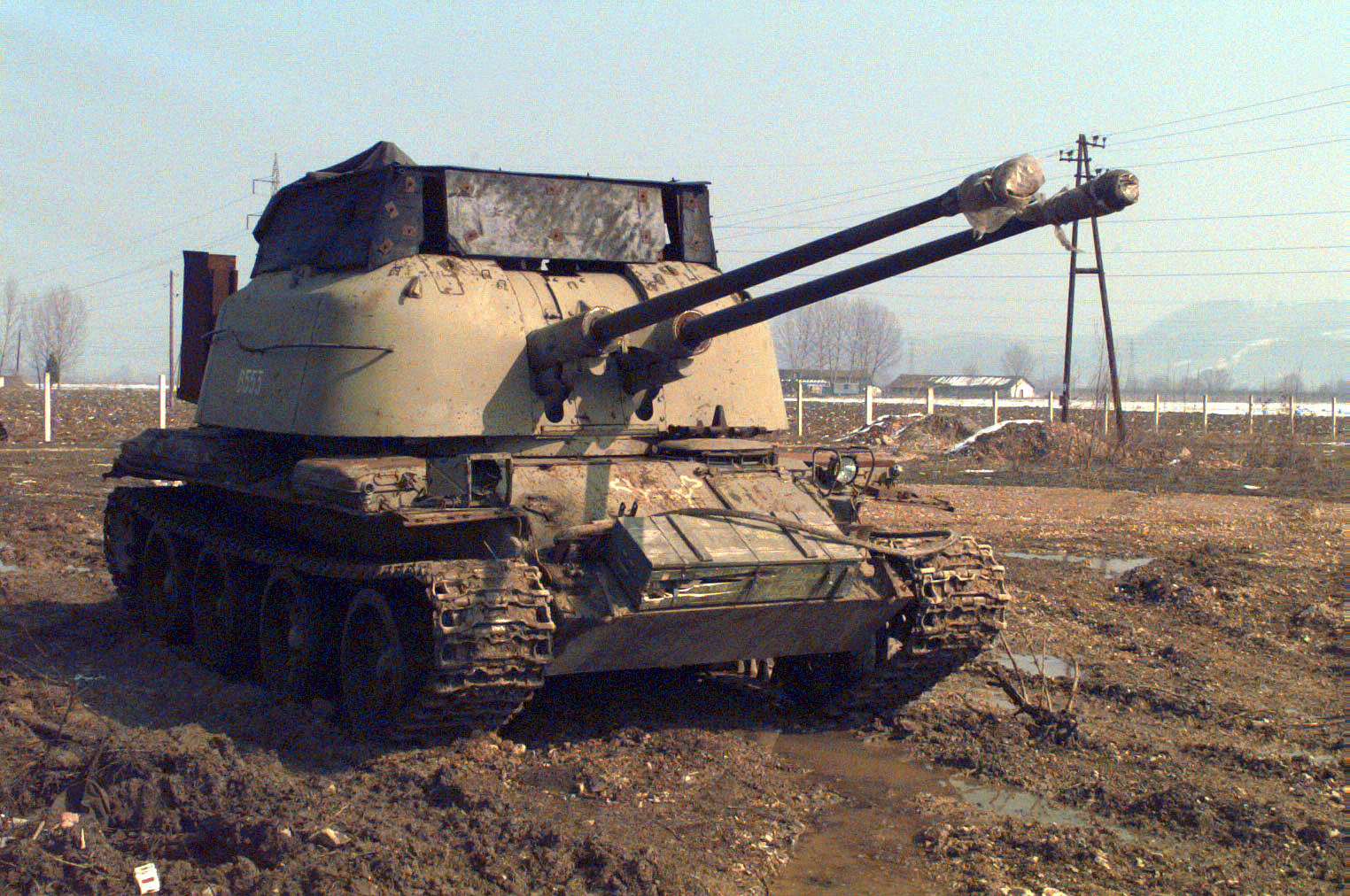
ZSU-57-2 da VRS.

- ZSU-57-2
- M53/9 Praga
- BOV-3
- ZU-23-2
- SA-7
- SA-18
- SA-6
- SA-9

## Força Aérea da República Sérvia
Foi criada em 1992, como Ratno Vazduhoplovstva i Protiv Vazdušna Odbrana Vojska Republike Srpske ou RV i PVO VRS. Desde 1 de junho de 2004, se chamava Prvi Puk Vazduhoplovstva i Protiv Vazdušna Odbrana Vojske Republike Srpske. Em 1 de janeiro de 2006, foi anexado a Força Aérea da Bosnia e Herzegovina.